# Sjostedtiella griseipennis
Sjostedtiella griseipennis är en stekelart som beskrevs av André Seyrig 1934. Sjostedtiella griseipennis ingår i släktet Sjostedtiella och familjen brokparasitsteklar. Inga underarter finns listade i Catalogue of Life.